# 开州博物馆
开州博物馆 （英語：Kaizhou Museum）是位于重庆市开州区博物馆。

## 历史
2013年1月建成开馆，位于重庆市开州区滨湖中路市民广场，建筑面积4,259平方米，占地面积12,006平方米，有七个展厅，展厅面积2,500平方米，馆藏文物1万余件，2020年3月被评为国家三级博物馆。

## 营业时间
- 周二至周日：上午九点至下午五点
- 周一闭馆